# V594 Возничего
V594 Возничего (лат. V594 Aurigae) — двойная затменная переменная звезда типа Алголя (EA) в созвездии Возничего на расстоянии приблизительно 2384 световых лет (около 731 парсека) от Солнца. Видимая звёздная величина звезды — от +13,2m до +12,45m. Орбитальный период — около 1,4368 суток.

## Характеристики
Первый компонент — жёлто-белая звезда спектрального класса F. Радиус — около 3,16 солнечных, светимость — около 12,263 солнечных. Эффективная температура — около 6078 K.